# Kriegerdenkmal Zscherben

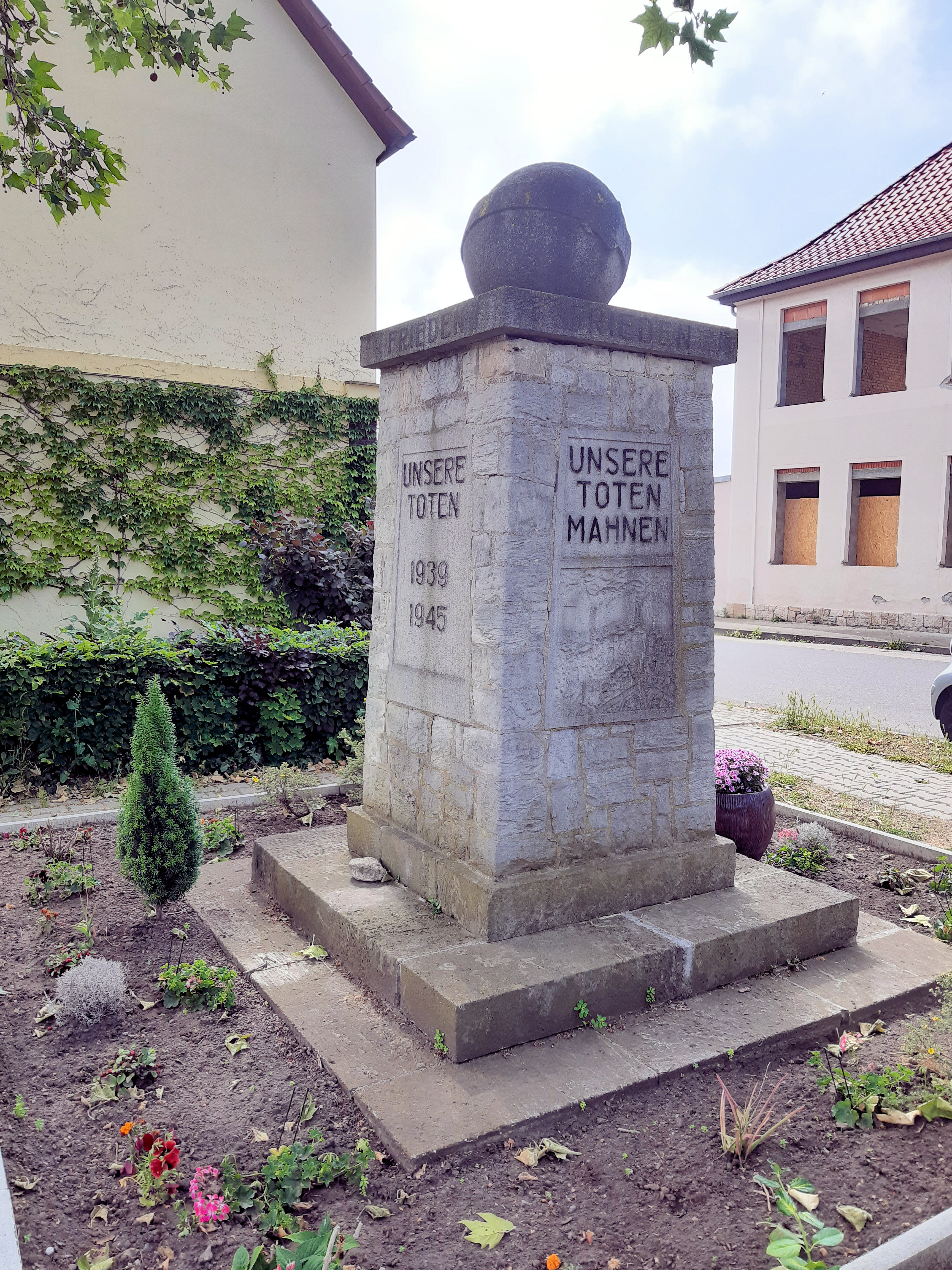
Kriegerdenkmal Zscherben

Das Kriegerdenkmal Zscherben ist ein denkmalgeschütztes Kriegerdenkmal im Ortsteil Zscherben der Gemeinde Teutschenthal in Sachsen-Anhalt. Im örtlichen Denkmalverzeichnis ist das Kriegerdenkmal unter der Erfassungsnummer 094 55386 als Baudenkmal verzeichnet.
In Zscherben stehen zwei Kriegerdenkmäler, eines westlich der Kirche und eines an der Kreuzung der Teutschenthaler Straße und Hauptstraße. Das an der Kreuzung ist das unter Denkmalschutz stehende Kriegerdenkmal. Dabei handelt es sich um eine Stele, die durch eine Kugel gekrönt wird. Die Kugel soll die Weltkugel darstellen und wird von einer Friedenstaube zusammen gehalten. Auf allen vier Seiten der Steinplatte unter der Kugel steht das Wort FRIEDEN. Auf der Stele selbst befinden sich weitere Inschriften. Auf der Vorderseite steht UNSERE TOTEN MAHNEN, auf der linken Seite UNSERE TOTEN 1939 1945 und auf der rechten Seite UNSERE TOTEN 1914 1918. Das Kriegerdenkmal wurde vom Ortsfriedensverein gestaltet und 1952 errichtet.